# Фрайбург-Головний
47°59′52″ пн. ш. 7°50′31″ сх. д. / 47.997777777778° пн. ш. 7.8419444444444° сх. д.
Фрайбург-Головний (нім. Freiburg Hauptbahnhof) — головна залізнична станція німецького міста Фрайбург-ім-Брайсгау. 
Тут сполучаються залізниці Райнтальбан (Мангайм – Базель), Геллентальбан (Фрайбург — Донауешинген) і Брайзахська залізниця (Брайзах — Фрайбург).
Станція розташована на західній околиці Старого міста Фрайбурга та приблизно за 1 км від Фрайбурзького собору. 
Також на цій вулиці знаходиться концертний зал Фрайбурга, кілька готелів і джазовий клуб, а вздовж лінії у 2008 році був побудований офісний комплекс Xpress.
Першу вокзал побудували в 1845 році в «стилі круглої арки» з елементами романського Відродження. 
Тимчасова станція, побудована після руйнування станції в 1944/45 рр, проіснувала 50 років. 
На рубежі XXI століття замінена ансамблем будівель: станційна зала, торговий центр, готелі та офіси. 
З приблизно 38 300 пасажирами на день у 2005 році це була п'ята за пасажирообігом залізнична станція Баден-Вюртембергу.
Станція категорії 2
, 
обслуговує південний Баден-Вюртемберг.

## Колії
Головні колії станції Фрайбург складаються з двох колій Райнтальбану, двох колій Геллентальбану і одноколійної лінії до Брайзаху. 
Між коліями Райнтальбану та Геллентальбану на південь від платформ є депо з під’їздами, яке обслуговує рухомий склад залізниць Геллентальбану та Райнтальбану між Базелем і Карлсруе, а з 2004 року — Шварцвальдбану. 
На середину 2020-х тут обслуговуються локомотиви класів 110, 111, 143, 146.1 і 146.2, а також кілька n-Wagen і двоповерхових вагонів.

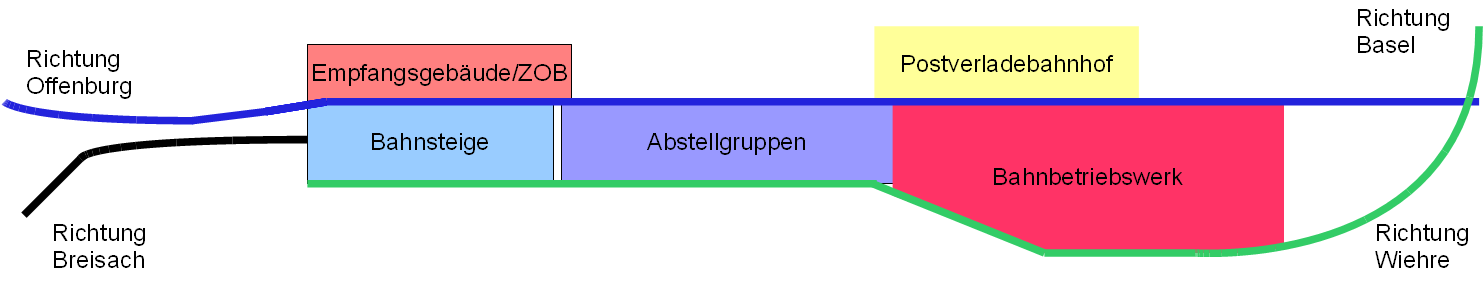
схема колій привокзальної зони

## Операції

### Пасажирські послуги далекого сполучення
У міжміському сполученні існують регулярні сполучення Intercity-Express від Фрайбург-Головний на північ у напрямку Берліна, Гамбурга та Кельна від платформи 1. 
Послуги здійснюються до Гамбурга, а деякі рейси продовжують до Кіля. 
Послуги до Кельна складаються зі з’єднаних потягів, які розділяються в Кельні та продовжуються до Амстердама та Дортмунда. 
Крім того, є щоденні послуги IC до Франкфурта та Нюрнберга. 
Більшість поїздів на південь курсують до Базеля, деякі прямують до Цюриха або Інтерлакен-Ост. 

Потяги далекого прямування на південь здебільшого зупиняються на 3-й колії.
Потяги EuroCity на маршруті Кур – Гамбург/Гамбург – Кур також зупиняються у Фрайбурзі.
| Клас поїзда                      | Маршрут | Маршрут | Маршрут | Інтервал             |
| -------------------------------- | --- | --- | --- | -------------------- |
| ICE 12                           | (Кур – Цюрих –) | Базель SBB – Базель Бад. – Фрайбург – Карлсруе – Мангайм – Франкфурт – Геттінген – Гамбург – Кіль                            | Базель SBB – Базель Бад. – Фрайбург – Карлсруе – Мангайм – Франкфурт – Геттінген – Гамбург – Кіль                            | Кожні 2 години       |
| ICE 12                           | (Інтерлакен-Ост – Берн –) | Базель SBB – Базель Бад. – Фрайбург – Карлсруе – Мангайм – Франкфурт – Геттінген – Гамбург – Кіль                            | Базель SBB – Базель Бад. – Фрайбург – Карлсруе – Мангайм – Франкфурт – Геттінген – Гамбург – Кіль                            | Кожні 2 години       |
| ICE 20                           | (Цюрих –) Базель-Бад – Фрайбург – Баден-Баден – Карлсруе                                                                     | Франкфурт – | Ерфурт – Лейпциг – Берлін-Зюдкройц – Берлін – Берлін-Гезундбруннен                                                           | Кожні 2 години       |
| ICE 20                           | (Цюрих –) Базель-Бад – Фрайбург – Баден-Баден – Карлсруе                                                                     | Франкфурт – | Гільдесгайм – Вольфсбург – Берлін – Берлін-Зюдкройц                                                                          | Кожні 2 години       |
| ICE 20                           | (Цюрих –) Базель-Бад – Фрайбург – Баден-Баден – Карлсруе                                                                     | Мангайм – Штутгарт | | Кожні 2 години       |
| ICE 43                           | Базель SBB – Базель-Бад – Оффенбург – Карлсруе – Вісбаден/Майнц –                                                            | Базель SBB – Базель-Бад – Оффенбург – Карлсруе – Вісбаден/Майнц –                                                            | Кельн-Мессе-Дойц – Дюссельдорф                                                                                               | Кожні 2 години       |
| ICE 43                           | Базель SBB – Базель-Бад – Оффенбург – Карлсруе – Вісбаден/Майнц –                                                            | Базель SBB – Базель-Бад – Оффенбург – Карлсруе – Вісбаден/Майнц –                                                            | Кельн | Кожні 2 години       |
| ICE 60                           | Баден-Курір: Базель SBB – Базель-Бад – Оффенбург – Карлсруе – Брухзаль – Штутгарт – Ульм – Аугсбург – Мюнхен                 | Баден-Курір: Базель SBB – Базель-Бад – Оффенбург – Карлсруе – Брухзаль – Штутгарт – Ульм – Аугсбург – Мюнхен                 | Баден-Курір: Базель SBB – Базель-Бад – Оффенбург – Карлсруе – Брухзаль – Штутгарт – Ульм – Аугсбург – Мюнхен                 | одна пара поїздів    |
| ICE 85                           | Мілан – Лугано – Цюрих – Базель SBB – Базель-Бад – Рінгсгайм/Європа-Парк – Карлсруе                                          | → Мангайм → | Франкфурт | одна пара поїздів    |
| ICE 85                           | Мілан – Лугано – Цюрих – Базель SBB – Базель-Бад – Рінгсгайм/Європа-Парк – Карлсруе                                          | ← Darmstadt ← | Франкфурт | одна пара поїздів    |
| TGV inOui                        | Париж-Східний – Страсбург-Віль – Оффенбург – Лар – Рінгсхайм/Європа-Парк – Фрайбург                                          | Париж-Східний – Страсбург-Віль – Оффенбург – Лар – Рінгсхайм/Європа-Парк – Фрайбург                                          | Париж-Східний – Страсбург-Віль – Оффенбург – Лар – Рінгсхайм/Європа-Парк – Фрайбург                                          | одна пара поїздів    |
| TGV inOui                        | Бордо-Сен-Жан – Массі TGV – Аеропорт Париж-Шарль де Голль TGV – Страсбург – Оффенбург – Фрайбург                             | Бордо-Сен-Жан – Массі TGV – Аеропорт Париж-Шарль де Голль TGV – Страсбург – Оффенбург – Фрайбург                             | Бордо-Сен-Жан – Массі TGV – Аеропорт Париж-Шарль де Голль TGV – Страсбург – Оффенбург – Фрайбург                             | одна пара поїздів    |
| Nightjet Цюрих – Берлін          | Цюрих – Базель SBB – Базель Бад – Фрайбург – Оффенбург – Карлсруе – Франкфурт-на-Майні – Лейпциг –                           | Цюрих – Базель SBB – Базель Бад – Фрайбург – Оффенбург – Карлсруе – Франкфурт-на-Майні – Лейпциг –                           | Дрезден – Дечин – Прага | єдине обслуговування |
| EuroNight Цюрих – Прага          | Цюрих – Базель SBB – Базель Бад – Фрайбург – Оффенбург – Карлсруе – Франкфурт-на-Майні – Лейпциг –                           | Цюрих – Базель SBB – Базель Бад – Фрайбург – Оффенбург – Карлсруе – Франкфурт-на-Майні – Лейпциг –                           | Галле – Біттерфельд – Берлін                                                                                                 | єдине обслуговування |
| Nightjet Цюрих – Гамбург-Альтона | Цюрих – Базель Бад – Фрайбург – Карлсруе – Гейдельберг – Франкфурт-Південний – Ганновер – Бремен – Гамбург – Гамбург-Альтона | Цюрих – Базель Бад – Фрайбург – Карлсруе – Гейдельберг – Франкфурт-Південний – Ганновер – Бремен – Гамбург – Гамбург-Альтона | Цюрих – Базель Бад – Фрайбург – Карлсруе – Гейдельберг – Франкфурт-Південний – Ганновер – Бремен – Гамбург – Гамбург-Альтона | єдине обслуговування |
| Nightjet Цюрих – Амстердам       | Цюрих – Базель-Бад – Фрайбург – Оффенбург – Бонн-Боєль – Кельн – Утрехт – Амстердам                                          | Цюрих – Базель-Бад – Фрайбург – Оффенбург – Бонн-Боєль – Кельн – Утрехт – Амстердам                                          | Цюрих – Базель-Бад – Фрайбург – Оффенбург – Бонн-Боєль – Кельн – Утрехт – Амстердам                                          | одна пара поїздів    |
| FLX 10                           | Базель Бад – Фрайбург – Оффенбург – Карлсруе – Гайдельберг – Дармштадт – Франкфурт-на-Майні – Ерфурт – Галле – Берлін        | Базель Бад – Фрайбург – Оффенбург – Карлсруе – Гайдельберг – Дармштадт – Франкфурт-на-Майні – Ерфурт – Галле – Берлін        | Базель Бад – Фрайбург – Оффенбург – Карлсруе – Гайдельберг – Дармштадт – Франкфурт-на-Майні – Ерфурт – Галле – Берлін        | одна пара поїздів    |

### Місцевий трафік

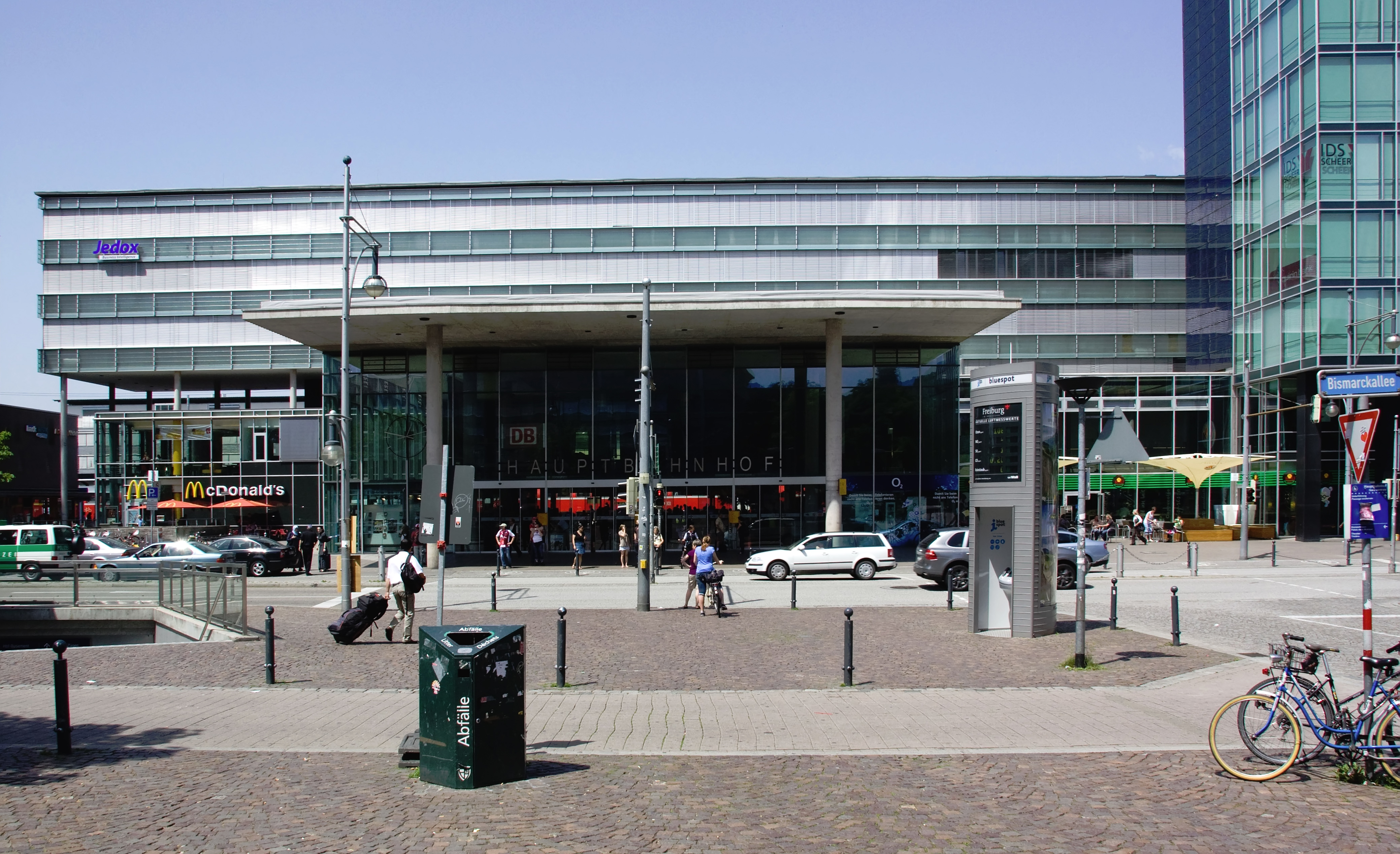
Вхід до вестибюлю з навісом

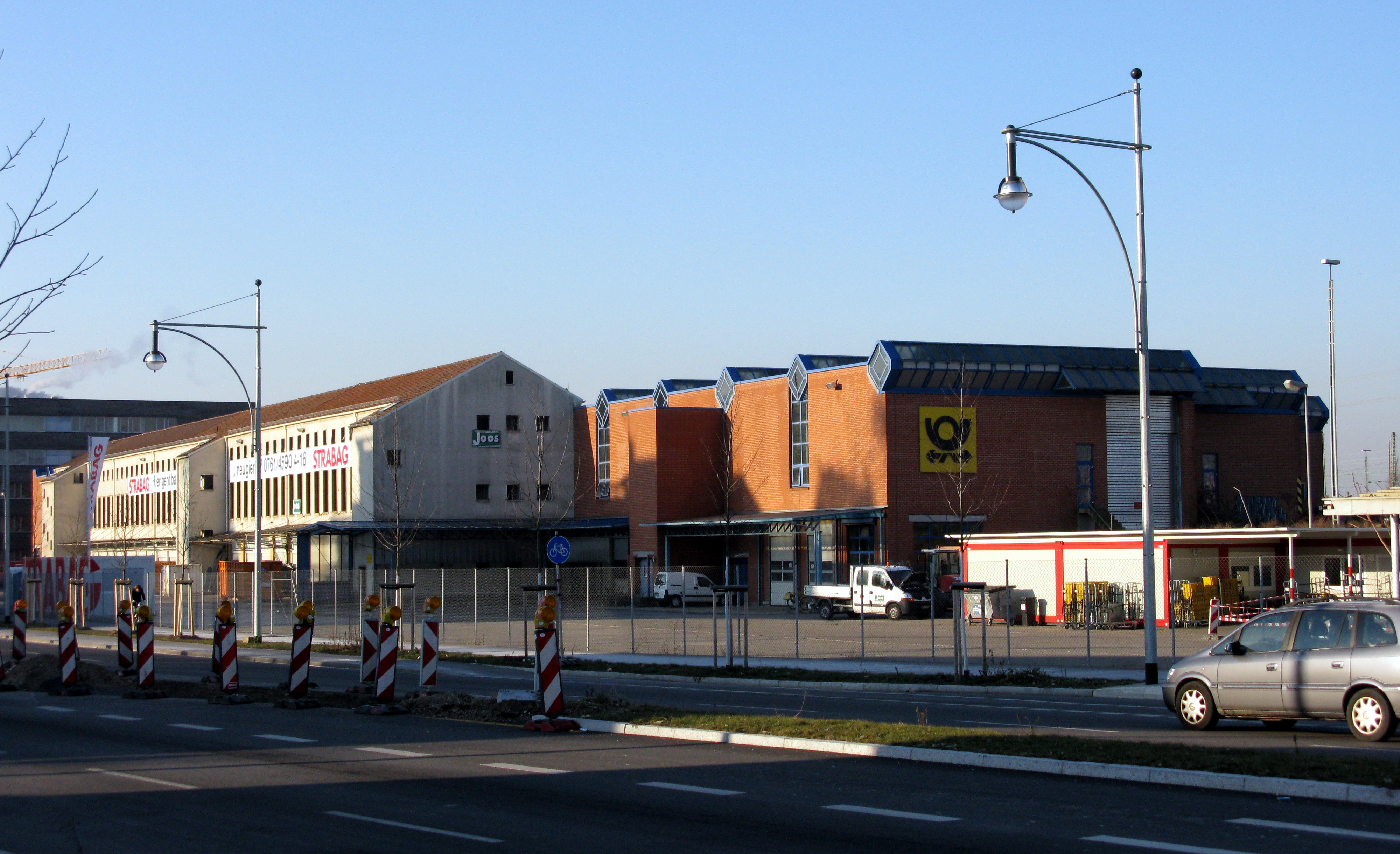
Поштова станція, вид на вулицю Генріха фон Штефана

Регулярні рейси (відправлення та прибуття близько години та півгодини) курсують багатьма радіальними сполученнями. 
Райнтальбаном багато рейсів Regional-Express курсують між Оффенбургом і Базелем.
Потяги курсують на Геллентальбані щопівгодини в напрямку Гінтерцартен/Тітізе в Шварцвальді та в напрямку Нойштадта або через Драйзебан до Шлухзе —Зебрюгг. 
Нойштадт сполучений із Донауешингеном Шварцвальдбаном, де залізниця сполучається з Ротвайлем або через Дунайтальбан (Залізниця Туттлінген — Інцігкофен та залізниця Ульм — Зігмарінген) до Туттлінгена та Ульма.
Брайсгау S-Bahn, регіональна залізнична служба в районі Фрайбурга, сполучає Фрайбург щопівгодини Брайзахською залізницею з Брайзахом і Кайзерштульбаном, розгалужується в Гетенгаймі, проходячи через деякі міста Кайзерштуля. 
Ця ж компанія також керує Ельцтальбаном. 
Потяги курсують щогодини до/з Ельцаху та щопівгодини до Вальдкірху. 
Південнонімецька залізнична компанія (SWEG) керує поїздами на Мюнстертальбані, але лише деякі з її маршрутів курсують до Фрайбурга.
Станція також є північною кінцевою станцією Базель S-Bahn, якою керує DB Regio.
| Клас поїзда | Маршрут | Інтервал                                               | Платформа |
| ----------- | --- | ------------------------------------------------------ | --------- |
| RE 7        | (Карлсруе –) Оффенбург – Лар – Еммендінген – Фрайбург – Бад-Кроцінген – Мюльгайм – Базель-Бад (– Базель SBB ) | Щогодини                                               | 1/2/3/4   |
| RB 26       | (Мюльгайм –) Фрайбург – Еммендінген – Лар – Оффенбург                                                         | Щогодини                                               | 2/3/4/5   |
| RB 27/RB27  | Фрайбург – Ебрінген – Шальштадт – Бад-Кроцінген – Гайтерсгайм – Мюльгайм – (Ноєнбург/Базель-Бад)              | Щогодини                                               | 1/2/3/4   |
| S1          | Фрайбург – Кірхцартен – Тітізе – Зебрюгг/Нойштадт                                                             | Кожні 30 (60) хвилин                                   | 6/7       |
| S10         | Фрайбург – Кірхцартен – Тітізе – Нойштадт – Леффінген – Донауешинген – Філлінген                              | Щогодини                                               | 8         |
| S11         | Ендінген – Рігель – Геттенгайм – Фрайбург – Кірхцартен (– Тітізе – Нойштадт)                                  | Кожні 30 (60) хвилин                                   | 6/7       |
| S2          | Фрайбург – Денцлінген – Вальдкірх (– Ельцах)                                                                  | Кожні 30 (60) хвилин                                   | 4/5/6/8   |
| S3          | Фрайбург – Ебрінген – Шальштадт – Бад-Кроцінген – Оберкроцінген – Штауфен (– Мюнстерталь)                     | Кожні 30 (60) хвилин (1 поїзд у неділю з/до Фрайбурга) | 3         |

## Транспортне сполучення
Станція Фрайбурга вже в 1950-х роках була важливим вузлом міжміського, регіонального та місцевого транспорту та дозволяла пряму пересадку на поштові автобуси (автобуси, які тоді експлуатувалися Deutsche Bundespost) і трамваї; це був єдиний транспортний вузол у Фрайбурзі того часу. 

Центральний автовокзал тепер розташований на південному кінці платформи 1. 
Його в основному обслуговує Südbadenbus (SBG), який також створив і керує тут сервісним центром. 
Звідси щодня курсує до 15 автобусів оператора Freiburger Reisedienst до Євроаеропорту Базель-Мюлуз-Фрайбург. 

Є також рейси до Європа-Парк у Русті, у Шварцвальді до Ельцаха та Занкт-Пітера та до Кольмара та Мюлузу, які обслуговує SBG, а також деякі приватні автобусні маршрути, які обслуговує Regio-Verkehrsverbund Freiburg (Фрайбурзька регіональна транспортна асоціація Фрайбурга, RVF). 
Всього центральний автовокзал обслуговує 15 автобусних маршрутів. 

Штюлінгерський міст розташований над коліями як естакада для пішоходів і трамваїв і має трамвайну зупинку, яким керує Freiburger Verkehrs AG. 
Цю зупинку обслуговують чотири з п’яти 

трамвайних ліній Фрайбурга. 
Під мостом, біля автовокзалу на Бісмаркалле, є автобусна зупинка VAG.
| Номер лінії | Тип             | Маршрут                                                                                         |
| ----------- | --------------- | ----------------------------------------------------------------------------------------------- |
| 1           | Трамвай         | Літтенвайлер – Бертольдсбруннен – вокзал – Падуалле – Ландвассер                                |
| 2           | Трамвай         | Гюнтерсталь – Бертольдсбруннен – вокзал – Гауптфрідгоф – Горнусштрассе                          |
| 3           | Трамвай         | Фаубан – Йоганнескірхе – Бертольдсбруннен – вокзал – Гайд                                       |
| 4           | Трамвай         | Фрайбург-Мессе – Університетська клініка – вокзал – Бертольдсбруннен – Горнусштрассе – Церинген |
| 11          | Міський автобус | Вокзал – Прессегауз – Фаубан – Зт.-Георген – Гайд – Падуале                                     |
| 14          | Міський автобус | Вокзал – Ешхольцштрассе – Гаслах – Гайд                                                         |
| 23          | Міський автобус | Вокзал – Ренвег – Індустрігебіт-Норд – Гундельфінгер-штрассе                                    |
| 27          | Міський автобус | Вокзал – Зигесденкмаль – Гердерн                                                                |